# 37-я армия (Япония)
37-я армия (яп. 第37軍) — воинское подразделение японской Императорской армии, действовавшее во время Второй мировой войны.
Сформирована 11 апреля 1942 года (после захвата британских протекторатов Саравак, Бруней и Северное Борнео) под названием Армия обороны Борнео (яп. ボルネオ守備軍), подчинялась Южной группе армий.
12 сентября 1944 года в связи с возросшей угрозой десантов Союзников в Юго-Восточной Азии, организационная структура Южной группы армий изменилась, а Армия обороны Борнео стала называться 37-й армией.
Несмотря на то, что немалая часть снаряжения и самые боеспособные части армии были отправлены на более угрожаемые участки фронта, она достаточно упорно сопротивлялась высадкам австралийских войск во время Борнейской операции 1945 года, особенно в период Северо-Борнейской операции (включавшей операцию «Oboe Six»).
37-я армия была расформирована после капитуляции Японии 15 августа 1945 года в Кучинге.

## Командный состав

### Командующий армией
|   | имя и звание                 | с               | по               |                      |
| 1 | генерал Тосинари Маэда       | 11 апреля 1942  | 5 сентября 1942  | Армия обороны Борнео |
| 2 | генерал Масатака Ямаваки     | 5 сентября 1942 | 22 сентября 1944 | Армия обороны Борнео |
| 3 | генерал-лейтенант Масао Баба | 26 декабря 1944 | сентябрь 1945    | 37-я армия           |

### Начальник штаба
|   | имя и звание                    | с                | по               |                      |
| - | ------------------------------- | ---------------- | ---------------- | -------------------- |
| 1 | генерал-майор Сатоси Макото     | 11 апреля 1942   | 22 сентября 1944 | Армия обороны Борнео |
| 2 | генерал-лейтенант Кэйсин Манаги | 22 сентября 1944 | 24 февраля 1945  | 37-я армия           |
| 3 | генерал-майор Сигэру Курода     | 24 февраля 1945  | сентябрь 1945    | 37-я армия           |